# Musique traditionnelle libanaise
La musique traditionnelle au Liban provient du mélange des musiques des civilisations méditerranéenne.  
Cette musique ressemble fortement au chant liturgique traditionnel de l’Église syriaque en général et de l’Eglise Maronite en particulier. Certains supposent que le chant de la première Église, dont découle le chant syriaque, était le fruit du mariage des musiques phénicienne et juive.

## Classement des chants
Les chants libanais peuvent être classés en cinq catégories : 
- les chants mélismatiques
- les chants basés sur une structure syllabique
- les chants mixtes
- les chants de mariage
- les épopées chantées.

Les chants mélismatiques, exécutés en solo, sont conçus sur une formule de base généralement enrichie par une grande part d’improvisation et ils possèdent souvent une rythmique imprécise et inégale. Pour leur part, les chants basés sur une structure syllabique fonctionnent avec un couplet-type qui sert souvent de refrain. Les vers sont plus courts et la mélodie se caractérise par un rythme d’allure vive, mesurée par le manque de fioritures ou de mélismes. À la suite de ces deux catégories, on distingue les chants mixtes, qui sont à la fois mélismatiques et syllabiques, les chants de mariage et les épopées chantées.
Tous ces chants que regroupent les trois catégories sont exécutés individuellement ou en groupe. Sur la base des différentes occasions auxquelles ces chants sont réservés, on peut distinguer : les chants cérémoniels, les chants d’annonce et les chants anciens. Pour ce qui est des chants cérémoniels, comme les chants de mariage, les chants de deuil et les chants propres aux différentes cérémonies accompagnant les diverses occasions de la vie humaine, il convient de préciser tout d’abord que chaque cérémonie est assortie d’une série de chants qui lui est exclusive. Il faut cependant établir une différence entre les chants communautaires à modèle fixe et ceux dont les paroles peuvent varier. La plupart des chants communautaires ont un modèle fixe, c’est-à-dire que la mélodie est préétablie, de même que la disposition des vers qui sont, eux aussi, invariables. L’idéal consiste à considérer ces chants comme étant immuables dans le temps ; mais cette immuabilité n’en est pas moins relative. Une grande partie des chants enregistrés sur le terrain et analysés dans le cadre de cette étude appartient à la cérémonie du mariage. C’est pour cela que nous décrivons les différentes étapes d’un mariage pratiqué dans un village libanais tout en respectant l’ordre des chants pratiqués lors de cette occasion familiale et sociale.
Le deuxième type de chants communautaires est constitué des chants d’annonce qui véhiculent souvent un message et sont aussi interprétés lorsqu’un groupe de guerriers retourne d’un raid, ou lorsqu’un groupe d’hommes et de femmes désirent informer les villageois d’un événement spécial, tel un mariage ou un danger décelé dans les environs du village .
Les chants anciens sont incorporés aux mythes ou aux récits relatant un événement historique. Ils ne sont en fait jamais transmis isolément mais font partie intégrante d’un récit particulier .

### Chants mélismatiques
Les chants mélismatiques sont basés sur la poésie chantée. Le poème est généralement constitué d’un nombre indéterminé de strophes formées de plusieurs vers. Pour sa part, la rime dépend de la forme chantée. Par exemple, dans le chant ʽatāba, chacun des trois premiers hémistiches constituant la strophe se termine par un mot de même consonance mais de sens le plus souvent différent (homonyme). Le dernier mot du dernier vers rime presque toujours en āb (comme le mot ʽitāb) ou bā (comme ʽatāba). Pour le šrūqi, les premiers hémistiches ont la même rime et les seconds possèdent aussi une rime commune . 
Au Liban, les chants mélismatiques sont souvent utilisés comme introduction précédant les chants du genre qarrādi ou mʽanna dans les joutes poétiques et les chants rythmiques en général. Les défauts des rimes, le manque de cadence et d’harmonie sont généralement camouflés par la mélodie du chant. Le mètre que suivaient les anciens n’était pas toujours le même. Par ignorance, ils s’attachaient simplement à la forme extérieure. 
Le chant commence souvent par une improvisation sur le vocable owf qui exprime la souffrance et la douleur. Cette improvisation permet d’entrer dans l’ambiance de la tonalité et joue un rôle fondamental dans la manière de mettre la voix en condition. La mélodie est caractérisée par l’emploi de mélismes et un rythme libre. Elle est presque exclusivement exécutée en solo et, en dehors d’une formule de base, la mélodie y offre un domaine propice à l’improvisation à partir de certains principes établis. La capacité d’improvisation est l’un des critères qui permettent de mesurer le talent du chanteur. De telles improvisations requièrent beaucoup de virtuosité, une technique accomplie, une imagination vivante, une faculté créatrice ainsi que le respect des normes artistiques et des traditions musicales ayant cours dans le milieu social de l’interprète. La mélodie est libre et son étendue peut atteindre le développement d’une octave. Elle est riche par des notes-pivots sur lesquelles le chanteur revient pour faire des semi-cadences et des cadences. La tonique est la note cadentielle par excellence. Certains chants mélismatiques appartiennent au genre semi-improvisé. Dans ce cas, le chanteur suit un plan mélodique défini et une trame spécifique.  
Le chant mélismatique devient parfois responsorial avec alternance entre le soliste et le chœur, ce dernier se réservant un refrain inlassablement répété et formé d’une strophe, d’un hémistiche, d’onomatopées ou de simples syllabes.  
Dans la mesure où il exige une grande quantité d’acrobaties et de pirouettes musicales de la part du poète-chanteur, le chant mélismatique est de moins en moins fréquent parmi la production de la nouvelle génération. Il est chanté par les poètes, et il fut, à l’origine, accompagné par le rebab (rabāb). 
Chez les Bédouins, la forme des chants mélismatiques diffère du point de vue musical de celle pratiquée au Liban. Il s’agit parfois de la même forme poétique et du même mode musical, mais la version chantée par ces bédouins est différente, tant du point de vue de la technique vocale que du style mélodique. La mélodie est dépouillée des vocalises et des riches fioritures. Après une intonation en voix tenue, et généralement sur une note aiguë, chaque vers est chanté presque recto tono , avec l’accent rythmique marqué sur la dernière syllabe par une brève formule mélodique et un arrêt sur la sus-tonique. Seul le dernier vers du couplet comporte le repos sur la tonique. Les Libanais interprètent ces chants en les enrichissant par des fioritures, en développant l’échelle musicale et parfois en faisant des modulations modales.  
Le chant mélismatique est un chant généralement triste partiellement improvisé ; c’est un genre essentiellement personnel chanté en solo dans lequel le chanteur exprime sa tristesse. Il s’agit du chant qui comporte des mélismes dans lequel chaque syllabe du texte est ornée d’un dessin mélodique comportant plusieurs notes. 

### Chants syllabiques
On appelle chant syllabique celui « qui n’offre habituellement qu’une note par syllabe ». Un vers syllabique est un vers dans lequel la mesure est déterminée par le nombre de syllabes sans prise en considération de leurs caractéristiques. « Dire qu’un vers est syllabique c’est faire entendre qu’il a un nombre de syl-labes fixe, avec au besoin un point de repère quelque part (la césure de l’hémistiche) et rien de plus ». 
Dans le cas des chants rythmiques, il s’agit plutôt de ce qu’on appelle isosyllabie. Parlant de la poésie byzantine, Pierre Aubry résume ainsi ce qu’il appelle « les deux lois fondamentales de la poésie rythmique, l’isosyllabie et l’homotonie ». Ces deux lois appliquées également dans les chants syriaques comme dans les chants libanais ayant le caractère syllabique. L’isosyllabie est cette loi de la poésie rythmique, par laquelle les strophes ou les clausules correspondant entre elles doivent avoir rigoureusement dans leur ensemble un même nombre de syllabes. Il faut en outre que les repos qui séparent les membres de phrase se reproduisent au même rang syllabique dans l'intérieur des strophes ou des clausules. L’homotonie est cette loi de la poésie rythmique qui ramène à la même place, au même rang syllabique dans l’intérieur de la clausule ou de la strophe, les accents de la formule rythmique, principaux ou secondaires. 
Les chants syllabiques constituent des formes courantes et assez variées de la musique populaire libanaise. Ils sont caractérisés par un rythme vif et mesuré et par une mélodie dénuée de fioritures ou de mélismes. Les dimensions limitées de la mélodie imposent la forme strophique du couplet qui atteint rarement jusqu’à six vers, quatre souvent, le plus souvent deux. Les vers constituant les chants à structure syllabique sont formés de plusieurs syllabes ; ils sont coupés en deux hémistiches bien individualisés (7+7, 7+4, 4+4), mais formant un tout se suffisant à lui-même.
Leur forme littéraire est caractérisée par la structure du couplet-type , qui sert souvent de refrain, et par un vers court et très scandé. « Dans la poésie byzantine, le mélode devait choisir d'abord son hirmos, c'est-à-dire la strophe type, sur laquelle il modèlerait, au point de vue du nombre des syllabes et de la place des accents, toutes les autres strophes, les tropaires de son œuvre. La mélodie est également la même pour toutes les strophes ». La structure du poème ainsi que la répartition des rimes diffèrent à l’infini selon le goût du poète. Le poème se compose généralement de deux vers en guise d’introduction ou de refrain (maṭlaʽ) et d’un nombre indéterminé de couplets (dawr) formé chacun de plusieurs vers . Pour le chant mījanā, par exemple, le maṭlaʽ est formé d’un ṣadr  composé de trois fois yā mījanā et d’un ʽajoz  qui rime en nā comme mījanā. Le dawr est formé de deux vers. Les trois premiers hémistiches du dawr se terminent par des rimes formées de mots homonymes et le quatrième rime en nā comme mījanā . La structure poétique d’un nombre des chants syllabiques ressemble à celle du chant qarrādi (7+7 syllabes) .
La plupart de ces chants sont destinés à stimuler et à soutenir la danse. Ils servent aussi à changer d’ambiance dans les joutes poétiques où on chante souvent des mawwāls lents et élégiaques qui rendent l’ambiance de plus en plus fatigante et lourde. On introduit alors des chants rythmiques comme le qarrādi ou le muwaššaḥ. Tout le monde se repose, celui qui chante, le public, celui qui joue et celui qui danse la dabké.
La mélodie des chants syllabiques est généralement simple et de mouvement conjoint . La même mélodie peut se répéter pour tous les vers poétiques  avec des variations. 
Les formules mélodiques sont divisées en deux parties concordant ainsi aux vers poétiques formés chacun de deux hémistiches . On peut voir d’après la simplicité et la sobriété de la mélodie, que l’importance est plutôt donnée au rythme dans ce genre de chant qui accompagne la dabké. 
On remarque des formes de cellules rythmiques utilisées tout au long d’un chant et cela provient du rythme de la poésie, comme par exemple : Pour que les paroles soient bien adaptées à la mélodie et au rythme de la danse, certaines voyelles sont allongées sur plusieurs notes avec des vocables de prolongement. Comme dans le chant ʽAl ʽeyn yā mūlayya , une syllabe est partagée en deux et une blanche est divisée en deux noires.
Dans d’autres chants, on remarque l’utilisation d’une « cheville » à la fin de chaque hémistiche, servant ainsi à allonger le vers poétique . 
L’accompagnement d’un instrument à percussion (comme le daff et le daraboukka)  ainsi que le claquement des mains servent de soutien habituel pour les chants syllabiques. Les chanteurs sont aussi accompagnés d’instruments mélodiques comme le rebab et le mijwiz  qui jouent la mélodie et marquent le rythme. Pour les interludes, l’instrument reprend la même mélodie du chant et garde ainsi le même rythme . La façon de jouer donne une ambiance d’enthousiasme. Dans ce genre de chant rythmé, l’improvisation instrumentale est presque absente et les instruments interviennent lors des refrains et lors de l’intermède qui marque le passage d’un chant à un autre. 
Certains chants ou mélodies sont pratiqués et diffusés actuellement au Liban par des chanteurs et chanteuses libanais comme Samira Tawfiq (1935-) et autres .